# Nederlandse kampioenschappen schaatsen afstanden 2007 - 1500 meter vrouwen
De Nederlandse kampioenschappen schaatsen afstanden 2007 - 1500 meter vrouwen worden gehouden in november 2006. 
Titelverdedigster is Ireen Wüst die de titel pakte tijdens de Nederlandse kampioenschappen schaatsen afstanden 2006. Zij prolongeerde haar titel. 

## Uitslag
| #      | Schaatser              | Tijd    |
| ------ | ---------------------- | ------- |
| Goud   | Ireen Wüst             | 2.02,84 |
| Zilver | Renate Groenewold      | 2.05,21 |
| Brons  | Paulien van Deutekom   | 2.06,69 |
| 4      | Tessa van Dijk         | 2.06,70 |
| 5      | Margot Boer            | 2.06,81 |
| 6      | Marja Vis              | 2.07,72 |
| 7      | Jorien Voorhuis        | 2.07,99 |
| 8      | Laurine van Riessen    | 2.08,43 |
| 9      | Marrit Leenstra        | 2.09,45 |
| 10     | Annette Gerritsen      | 2.09,69 |
| 11     | Janneke Ensing         | 2.09,71 |
| 12     | Els Murris             | 2.09,82 |
| 13     | Willeke van Benthem    | 2.09,97 |
| 14     | Moniek Kleinsman       | 2.10,73 |
| 15     | Diane Valkenburg       | 2.10,88 |
| 16     | Linda Bouwens          | 2.11,61 |
| 17     | Sophie Nijman          | 2.11,86 |
| 18     | Rixt Meijer            | 2.13,63 |
| 19     | Annelies van der Ploeg | 2.13,74 |
| DQ     | Wieteke Cramer         | ––––––  |

1987 · 
1988 · 
1989 · 
1990 · 
1991 · 
1992 · 
1993 · 
1994 · 
1995 · 
1996 · 
1997 · 
1998 · 
1999 · 
2000 · 
2001 · 
2002 · 
2003 · 
2004 · 
2005 · 
2006 · 
2007 · 
2008 · 
2009 · 
2010 · 
2011 · 
2012 · 
2013 · 
2014 · 
2015 · 
2016 · 
2017 · 
2018 · 
2019 · 
2020 · 
2021 · 
2022 · 
2023 · 
2024 · 
2025